# Olgierd Tuskiewicz
Olgierd Tuskiewicz (ur. 10 grudnia?/22 grudnia 1896 w Jekaterynodarze, zm. 16 lutego 1969 w Waszyngtonie) – pułkownik dyplomowany pilot Wojska Polskiego, kawaler Virtuti Militari, dowódca lotnictwa Armii „Karpaty”, uczestnik wojny polsko-bolszewickiej i II wojny światowej.

## Życiorys
Urodził się 22 grudnia 1896 w Jekaterynodarze, w rodzinie Antoniego i Elżbiety z Kernerów. Ukończył Gimnazjum Męskie im. Króla Zygmunta Augusta w Wilnie, następnie pracował jako prywatny nauczyciel, a później jako kasjer biletowy na kolei. Po odzyskaniu niepodległości przez Polskę 17 grudnia 1918 r. jako ochotnik wstąpił do Wojska Polskiego i otrzymał przydział do Dywizji Litewsko-Białoruskiej. Od 9 stycznia do 2 lipca 1919 był uczniem klasy „K” Szkoły Podchorążych w Warszawie. W sierpniu, po ukończeniu szkoły, trafił do I Lotniczego Baonu Uzupełnień. 3 września 1919 został mianowany z dniem 1 września 1919 podporucznikiem w piechocie. W październiku tego roku został skierowany na II Kurs Obserwatorów Lotniczych w Oficerskiej Szkole Obserwatorów Lotniczych. W marcu 1920, po ukończeniu kursu, został przydzielony jako obserwator do 8 eskadry wywiadowczej.
23 kwietnia 1920 r. otrzymał przydział do 21 eskadry niszczycielskiej. 27 maja, w załodze z ppor. pil. Jerzym Wieniawą-Długoszowskim, omyłkowo zaatakował polski pociąg pancerny „Iwaszkiewicz”. 3 lipca, podczas lotu z tym samym pilotem, atakował oddziały kawalerii Budionnego. W trakcie walki pilot został ciężko ranny, dzięki pomocy Tuskiewicza zdołał doprowadzić samolot na lotnisko. 15 lipca, w załodze z ppor. pil. Zdzisławem Jakubowskim, przymusowo lądował na terenach zajętych przez oddziały rosyjskie. Obu lotnikom udało się powrócić do macierzystej jednostki. 28 września 1920 dowódca eskadry porucznik Ludomił Rayski ponownie sporządził wniosek o odznaczenie podporucznika Tuskiewicza Orderem Virtuti Militari, w którym opisał jego loty bojowe z 3 i 15 lipca. Wniosek został poparty przez szefa lotnictwa 6 Armii majora Cedrica Fauntleroya oraz dowódcę Frontu Południowego generała porucznika Wacława Iwaszkiewicza i 21 października 1920 trafił do Adiutantury Generalnej Naczelnego Dowództwa WP. 27 lipca 1922 Naczelnik Państwa i Naczelny Wódz Józef Piłsudski nadał mu Order Virtuti Militari V klasy. Sam zainteresowany, w wypełnionym przez siebie kwestionariuszu kawalera Orderu Virtuti Militari napisał 29 marca 1934: „byłem podawany kilkakrotnie i nie wiem za co w szczególności został mi krzyż nadany”.
Po zakończeniu działań wojennych porucznik Tuskiewicz pozostał w Wojsku Polskim jako oficer zawodowy. 12 lutego 1921 r. otrzymał przydział do 14 eskadry wywiadowczej. Od 23 czerwca 1921 r. służył w 5 eskadrze wywiadowczej, w październiku 1921 r. objął stanowisko adiutanta dowódcy VII Dywizjonu Lotniczego. W latach 1922–1928, równolegle ze służbą wojskową, studiował na Uniwersytecie Poznańskim i uzyskał tytuł magistra nauk ekonomiczno-politycznych. W celu przeszkolenia na pilota odbył w 1923 r. szkolenie pilotażowe, następnie służył jako wykładowca w Bydgoskiej Szkole Pilotów. W 1924 r. pełnił służbę w Wyższej Szkole Pilotów w Grudziądzu, a następnie służył w 3 pułku lotniczym w Poznaniu. Od 5 stycznia do 20 lutego 1925 był odkomenderowany z pułku do Szkoły Pilotów w charakterze wykładowcy. W marcu 1927 r. został przeniesiony do kadry oficerów lotnictwa z równoczesnym przydziałem do Departamentu IV Ministerstwa Spraw Wojskowych w Warszawie na stanowisko referenta Wydziału Wyszkolenia. 19 marca 1928 prezydent RP nadał mu stopień kapitana z dniem 1 stycznia 1928 i 23. lokatą w korpusie oficerów lotnictwa. W grudniu 1929, po ukończeniu kursu próbnego i odbyciu „przepisanego stażu liniowego” został powołany do Wyższej Szkoły Wojennej w Warszawie, w charakterze słuchacza dwuletniego kursu 1929/31. Z dniem 1 września 1931, po  ukończeniu kursu i otrzymaniu dyplomu naukowego oficera dyplomowanego, wrócił do 3 pułku lotniczego w Poznaniu na stanowisko oficera taktycznego II Dywizjonu Liniowego, a później dowódcy 35 eskadry liniowej. W grudniu 1933 został przydzielony do 3 Grupy Aeronautycznej w Krakowie na stanowisko I oficera sztabu. 27 czerwca 1935 prezydent RP nadał mu stopień majora z dniem 1 stycznia 1935 i 22. lokatą w korpusie oficerów aeronautyki. W październiku tego roku został przeniesiony na takie samo stanowisko w 1 Grupie Aeronautycznej w Warszawie. Na stopień podpułkownika został awansowany ze starszeństwem z 19 marca 1939 i 20. lokatą w korpusie oficerów lotnictwa, grupa liniowa. W tym samym miesiącu był dowódcą dywizjonu szkolnego 5 pułku lotniczego w Lidzie. W 1939 r. został mianowany na stanowisko dowódcy lotnictwa armijnego Armii „Karpaty”. Na tym stanowisku walczył podczas kampanii wrześniowej, kwatera jego sztabu mieściła się we Lwowie.
Po zakończeniu działań wojennych przedostał się do Rumunii, gdzie był internowany przez jedenaście miesięcy. Udało mu się uciec z obozu i przedostać do Wielkiej Brytanii. Wstąpił do Polskich Sił Powietrznych, otrzymał numer służbowy RAF P-0013. Został przydzielony do Inspektoratu Polskich Sił Powietrznych, a w 1941 r. został attaché lotniczym przy polskiej ambasadzie w Moskwie. Przyczynił się do odnalezienia i ewakuacji polskich lotników, którzy znaleźli się w ZSRR po 17 września 1939 r. Powrócił do Wielkiej Brytanii i został przydzielony jako pilot do 304 dywizjonu bombowego. 
Po utworzeniu w Wielkiej Brytanii Wyższej Szkoły Lotniczej objął stanowisko jej komendanta, które sprawował do końca jej istnienia. Po zakończeniu II wojny światowej był Szefem Biura Historycznego przy Inspektoracie Lotniczym Polskiego Korpusu Przysposobienia i Rozmieszczenia. Po demobilizacji w 1948 r. wyjechał do Stanów Zjednoczonych i zamieszkał w Waszyngtonie. Początkowo pracował fizycznie, w późniejszym czasie uzyskał stanowisko tłumacza w Bibliotece Kongresu. Zmarł 16 lutego 1969. Został pochowany na MT Olivet Cemetery w Waszyngtonie.
Był żonaty. Jak sam podał w marcu 1934, nie miał dzieci.

## Publikacje
Był autorem książek:
- Przyszłość lotnictwa, 1925,
- Nawigacja powietrzna, 1932,
- Przesilenie zbożowe w Polsce, 1934,
- Wojna lotnicza na Zachodzie, 1942,
- Lotnictwo w kampanii wrześniowej, 1947,
- Polskie Siły Powietrzne na obczyźnie, 1947.

## Ordery i odznaczenia
- Krzyż Srebrny Orderu Wojskowego Virtuti Militari nr 8088 – 27 lipca 1922[16][1][40][41]
- Krzyż Walecznych[42][20][43]
- Medal Lotniczy czterokrotnie[44]
- Srebrny Krzyż Zasługi – 1934 „za zasługi na polu wyszkolenia wojska”[45][42]
- Polowa Odznaka Obserwatora nr 43 – 11 listopada 1928 „za loty bojowe nad nieprzyjacielem w czasie wojny 1918-1920”[46][42][20][47]
- Odznaka Obserwatora – 20 października 1920[48]
- Odznaka Pilota nr 663 – 22 sierpnia 1924[49]
- łotewska Odznaka Lotnicza – 19 marca 1932[50]

18 września 1933 Komitet Krzyża i Medalu Niepodległości odrzucił wniosek o nadanie mu tego odznaczenia „z powodu braku pracy niepodległościowej”.